# Lago Claas
El lago Claas (en alemán: Claassee) es un lago situado en el distrito de Llanura Lacustre Mecklemburguesa, en el estado de Mecklemburgo-Pomerania Occidental (Alemania), a una altitud de 62 metros; tiene un área de 10.6 hectáreas.